# Vioolconcerten (Bach)

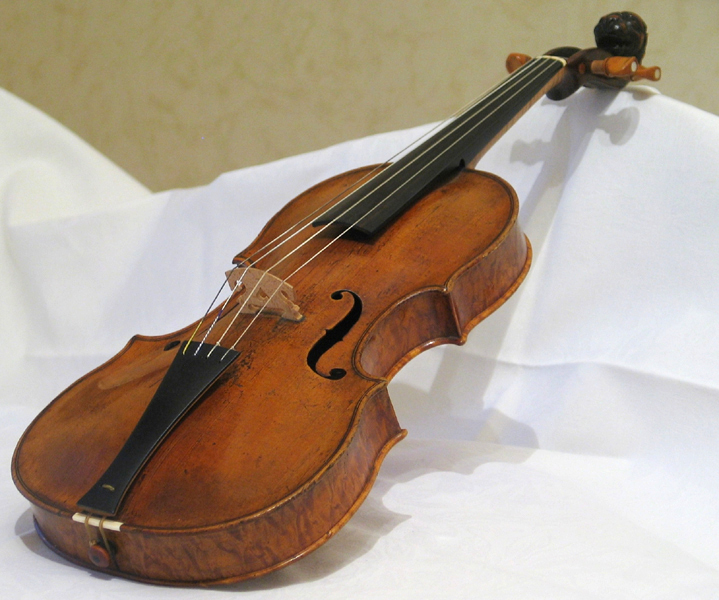
Een barokviool (Stainer)

De vioolconcerten van Johann Sebastian Bach (BWV 1041-1043 en enige andere BWV's) omvatten een serie composities en adaptaties voor 1 of meer violen, strijkorkest en basso continuo. Met name de concerten BWV 1041, 1042 en 1043 worden als authentieke vioolconcerten van Johann Sebastian Bach gezien. Hij schreef deze drie concerten in de jaren rond 1720 in het slot Köthen, waar hij kapelmeester was in dienst van Leopold van Anhalt-Köthen en zijn orkest regelmatig van nieuw materiaal moest voorzien. Hij herzag ze in de periode 1730-1738 toen hij in Leipzig woonde en werkte. Hoogstwaarschijnlijk schreef Bach meer vioolconcerten, waarvan een aantal bewaard is gebleven in omgewerkte vorm als klavecimbelconcerten.
Alle concerten hebben drie delen in de volgorde snel - langzaam - snel. De concerten zijn opgezet naar de voorbeelden van Italiaanse componisten als Arcangelo Corelli, Antonio Vivaldi, Giuseppe Torelli en Tomaso Albinoni en kenmerken zich door de ritornello-structuur in de openingsdelen.

## BWV 1041,a mineur

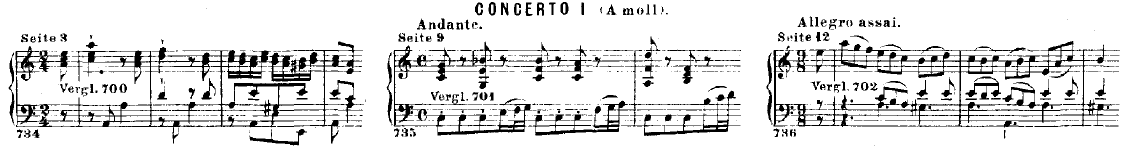
De hoofdthema's van dit concert (pianouittreksel)

Dit concert is waarschijnlijk geschreven tussen 1717 en 1723, toen Bach in Köthen woonde en werkte. Vermoedelijk heeft hij een vernieuwde versie gemaakt in Leipzig in 1730. Van de autografe manuscripten resten slechts door Bach gekopieerde orkestpartijen. De partituur is verloren gegaan.
Bach schreef later (rond 1738) in Leipzig ook een arrangement van dit concert voor klavecimbel in g mineur, gepubliceerd onder BWV 1058.
Bezetting
- Soloviool, viool I, viool II, altviool, basso continuo I, basso continuo II

Delen
1. Allegro (niet aangegeven in het manuscript, wel in diverse uitgaven), in 2/4
2. Andante in 4/4
3. Allegro assai.

## BWV 1042,E majeur

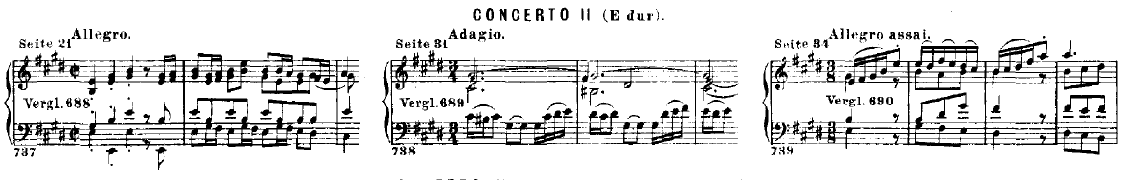
De hoofdthema's van dit concert (pianouittreksel)

Dit concert is waarschijnlijk geschreven in de periode rond 1718, toen Bach werkte in Köthen. Er bestaan twee manuscripten, die beide niet van de hand van Bach zijn. Bach hergebruikte dit werk omstreeks 1738 in Leipzig als model voor het klavecimbelconcert in D majeur (BWV 1054). Van BWV 1054 bestaan wel autografe manuscripten.
Bezetting
- Soloviool, viool I, viool II, altviool, basso continuo

Delen
1. Allegro, in ₵, in ritornellovorm
2. Adagio, in 3/4, met een ostinato baslijn
3. Allegro assai, in 3/8, in rondovorm

GeluidsvoorbeeldBWV 1042 uitgevoerd door het Advent Chamber Orchestra met violist Jacques Israelievitch
- 1. Allegro
- 2. Adagio
- 3. Allegro assai

## BWV 1043,d mineur

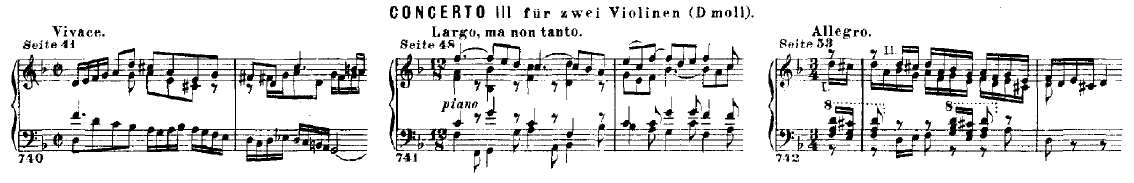
De hoofdthema's van dit concert (pianouittreksel)

Dit is een dubbelconcert voor twee violen en orkest. In een oerversie (Köthen, 1718-1719, BWV 1043a) componeerde Bach dit werk als triosonate voor twee violen en basso continuo. Hij moet omstreeks 1730 in Leipzig de orkestpartijen hebben toegevoegd. Na 1734 onderging het nog een revisie. De versie voor twee klavecimbels, BWV 1062 (in c mineur), ontstond in 1736.
Bezetting
- Soloviool I, soloviool II, viool I (ripieno), viool II (ripieno), altviool, basso continuo (onbecijferd)

Delen
1. Vivace, in ₵
2. Largo ma non tanto, in 12/8
3. Allegro, in 3/4

GeluidsvoorbeeldBWV 1043 uitgevoerd door Advent Chamber Orchestra met violisten David Perry en Roxanna Pavel Goldstein
- 1. Vivace
- 2. Largo ma non tanto
- 3. Allegro

## Andere mogelijke vioolconcerten

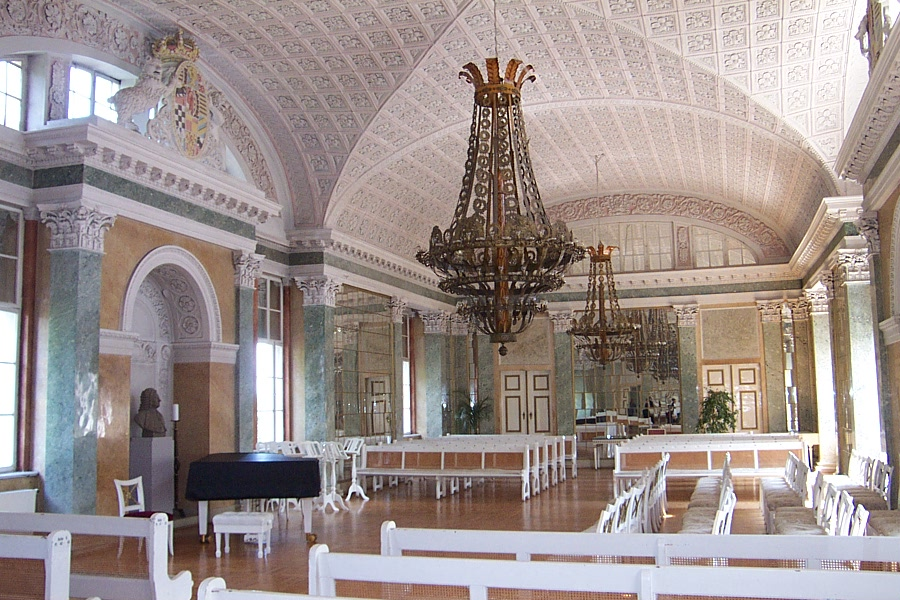
De Bachsaal in het Schloss Köthen, waar Bach van 1717 tot 1723 werkzaam was toen hij de meeste van zijn vioolconcerten schreef.

Van de onderstaande werken voor een of meer klavecimbels met strijkers en basso continuo wordt verondersteld dat Bach die schreef op basis van vioolconcerten waarvan het origineel verloren zou zijn gegaan. Net zoals hij de vioolconcerten BWV 1041-1043 in Leipzig omwerkte tot de klavecimbelconcerten BWV 1058, 1054 en 1062, zou hij dat hebben gedaan met de andere. In verband met het bereik van de toetsinstrumenten die hij tot zijn beschikking had, transponeerde hij het werk dan vaak één toon lager. Hij bracht ook andere wijzigingen aan die meer pasten bij het klavecimbel. Op grond van deze door musicologen breed gedragen theorie zijn reconstructies gemaakt die het oorspronkelijke vioolconcert zouden moeten terugbrengen. Daarbij moet worden aangetekend dat bewerkingen die Bach zelf maakte van delen uit zijn concerten ten behoeve van cantates, aantonen dat ook andere instrumenten (traverso, blokfluit, hobo, oboe d'amore, viola d'amore, viola da gamba) heel goed het soloinstrument zouden kunnen zijn.
- BWV 1052: Dit is het concert voor klavecimbel en orkest in d mineur. Er is een reconstructie die suggereert dat de viool het oorspronkelijke soloinstrument zou zijn. Volgens stilistische analyses van onderzoekers zou het origineel een vroeg concert van Bach zijn, dat mogelijk al in zijn periode te Weimar (1708-1717) tot stand kwam.
- BWV 1053: van het concert voor klavecimbel en orkest in E majeur maakte Viktoria Mullova een opname van een transcriptie als vioolconcert, getransponeerd naar D majeur. Op grond van de ligging voor het soloinstrument denken muziekwetenschappers vooral aan een origineel concert voor oboe d'amore, van welke versie meerdere opnamen bestaan. Ook met viola d'amore is dit concert uitgevoerd en opgenomen.
- BWV 1055: voor het klavecimbelconcert in A majeur geldt wat ligging betreft hetzelfde als voor BWV 1053. De Britse violiste Rachel Podger maakte een cd-opname van een viooltranscriptie.
- BWV 1056: concert voor viool en orkest in g mineur, bekend als het concert voor klavecimbel in f mineur. Een reconstructie is gemaakt voor viool als mogelijk origineel soloinstrument. Het zou ook een hoboconcert kunnen zijn geweest. Of alle drie delen van het klavecimbelconcert uit hetzelfde viool- of hoboconcert afkomstig zijn, wordt betwijfeld.
- BWV 1059: ook van dit zeer fragmentarisch overgeleverde klavecimbelconcert in d mineur is een versie gemaakt als vioolconcert in e mineur, die door de violist Giorgio Sasso werd opgenomen. Voor de ontbrekende gedeelten baseren de bewerkers zich op overeenkomstige cantatedelen.
- BWV 1060: concert voor twee violen en orkest, of viool, hobo en orkest in c mineur, een adaptatie van een van de drie klavecimbeldubbelconcerten. Sommige edities bevatten een getransponeerde versie in d mineur. De in het begin van de 20e eeuw gemaakte versie voor viool en hobo is vast in het repertoire opgenomen en is populairder geworden dan Bachs versie voor twee toetsinstrumenten. De keuze van de hobo in plaats van een tweede soloviool wordt door de bewerkers gemotiveerd door verschillen in Bachs behandeling van de beide solo-instrumenten.
- BWV 1063: Concert voor drie violen en orkest in d mineur, een adaptatie van het tripelconcert voor drie klavecimbels en orkest in c mineur. Of aan BWV 1063 inderdaad een concert voor drie violen ten grondslag ligt, wordt betwijfeld. Musicologen zijn het erover eens dat het middendeel in elk geval niet tot zo'n concert kan behoren. Er zijn versies gemaakt (en opgenomen) voor viool, fluit en hobo en voor drie blokfluiten, maar ook zou de structuur in de richting van twee in plaats van drie solo-instrumenten kunnen wijzen. Ook van dit concert zou het origineel mogelijk al uit de Weimarer periode stammen.
- BWV 1064: Concert voor drie violen en orkest in D majeur, een adaptatie van het tripelconcert voor drie klavecimbels en orkest in C majeur. Hoewel de versie voor drie violen ook op speculatie berust, is deze reconstructie minder omstreden dan bij BWV 1063.

De volgende werken zijn hoogstwaarschijnlijk niet expliciet als vioolconcerten geconcipieerd, maar worden hier volledigheidshalve toch genoemd.
- BWV 1044: Dit is een concert voor fluit, viool, klavecimbel en orkest in a mineur, ofwel een tripelconcert. Het is in deel 1 en 3 een adaptatie van BWV 894 (Prelude en Fuga in a mineur) en in deel 2 een adaptatie van het middendeel van de orgelsonate BWV 527. De muziek is van Bach, maar mogelijk is de transcriptie door een van zijn zonen gemaakt.
- BWV 1045: Deze Sinfonia met 'violino obbligato', drie trompetten, twee hobo's, pauken, strijkers en basso continuo zou een deel zijn van een concert in D majeur, maar het is waarschijnlijker dat het bedoeld was als instrumentaal openingsdeel voor een onbekende cantate.